# 張衎
張衎（1438年—？），字敬先，直隸松江府華亭縣人，民籍。明朝政治人物。進士出身。

## 生平
成化四年（1468年）戊子科應天鄉試第十九名舉人。成化五年（1469年）聯捷乙丑科會試第一百九十九名，殿試登進士第三甲第一百四十一名。

## 家族
曾祖父張富二。祖父張明。父亲張正宗。